# Teliamura
Teliamura è una suddivisione dell'India, classificata come nagar panchayat, di 19.606 abitanti, situata nel distretto del Tripura Occidentale, nello stato federato del Tripura. In base al numero di abitanti la città rientra nella classe IV (da 10.000 a 19.999 persone).

## Società

### Evoluzione demografica
Al censimento del 2001 la popolazione di Teliamura assommava a 19.606 persone, delle quali 9.997 maschi e 9.609 femmine. I bambini di età inferiore o uguale ai sei anni assommavano a 1.988, dei quali 1.031 maschi e 957 femmine. Infine, coloro che erano in grado di saper almeno leggere e scrivere erano 15.976, dei quali 8.453 maschi e 7.523 femmine.